# Błąd tendencji centralnej
Błąd tendencji centralnej – błąd popełniany w spostrzeganiu społecznym, odmiana podstawowego błędu atrybucji. Polega na skłonności do przeceniania podobieństw między ludźmi i ignorowania różnic indywidualnych. W efekcie inni ludzie wydają się nam bardziej podobni do siebie, niż są w rzeczywistości.
Jedną z przyczyn „równania do średniej” jest niewielka liczba cech wewnętrznych, którymi na co dzień posługujemy się w procesie atrybucji. Zastanawiamy się nad tym, czy inni ludzie są uczciwi, inteligentni, szczerzy i... niewiele więcej. W efekcie przeceniamy stopień, w jakim inni ludzie są do siebie podobni. Inną przyczyną błędu tendencji centralnej są ograniczone zasoby poznawcze oraz czas, jaki poświęcamy na myślenie o innych ludziach.